# Синяк русский
Синя́к ру́сский, или синяк кра́сный, или синяк пятни́стый, или сумя́нка (лат. Échium maculátum) — двулетнее травянистое растение; вид рода Pontechium семейства Бурачниковые (Boraginaceae).

## Ботаническое описание
Двулетнее растение.

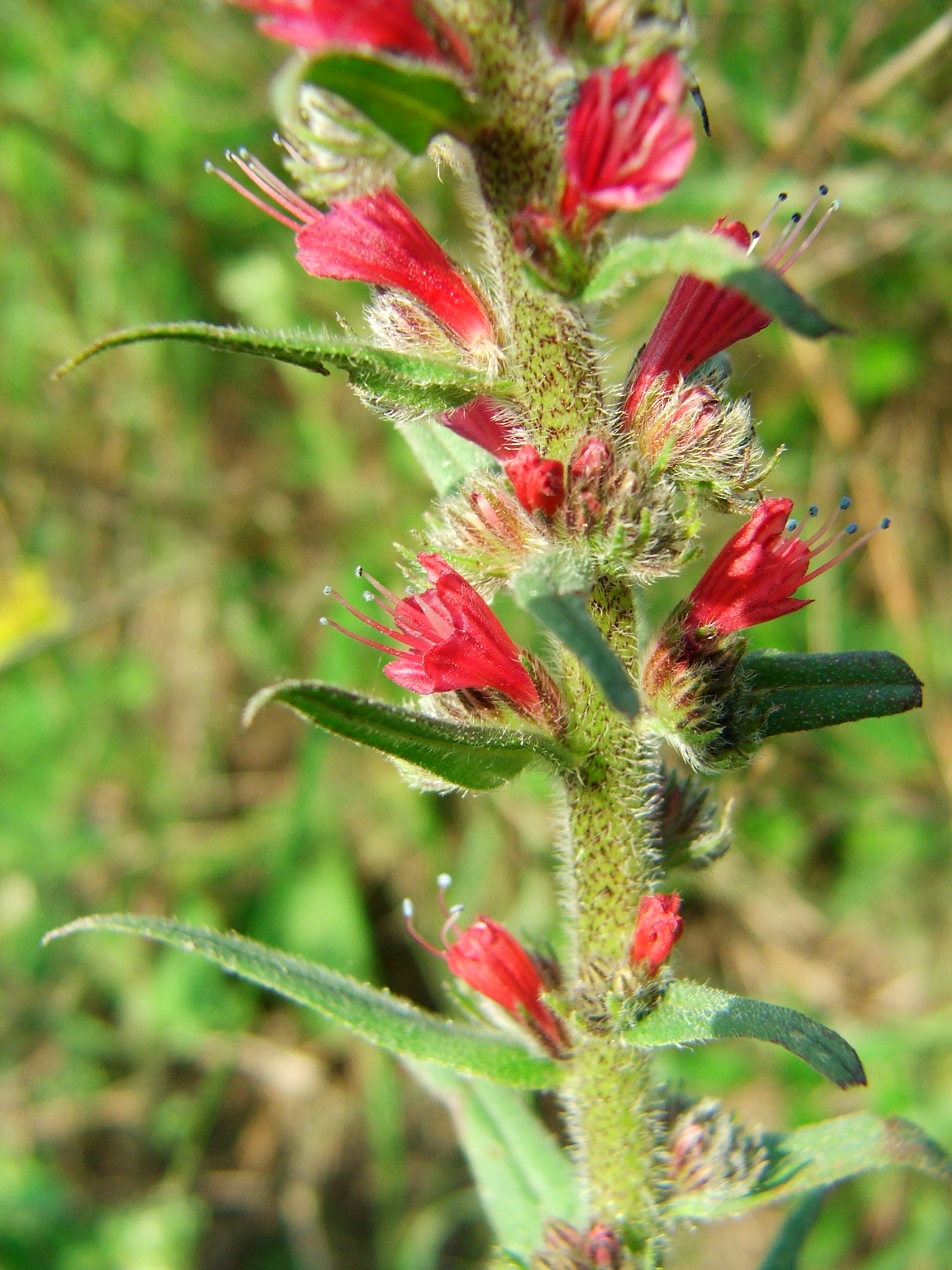
Цветки

Стебель обычно одиночный, прямой 30—60 (до 80) см высотой, крепкий, несколько гранистый, не очень густо и не очень жёстко волосистый, под щетинками голый, простой.
Листья линейные, многочисленные, ланцетные, нижние и прикорневые, которые только отчасти сохраняются во время цветения, к основанию постепенно оттянутые, все острые, зеленоватые, редко чуть седоватые или сероватые, с обеих сторон полуотстоящие щетинистые, со щетинками, сидящими на крупных бугорках, постепенно к соцветию укороченные и более узкие до линейных, средние 4—6 см длиной, около 0,5—1 см шириной.
Соцветие узко метельчатое, часто почти колосовидное, более-менее длинное, иногда до 20—30 см длиной, густое, редко на мелких особях почти головчатое; завитки 1—3 см длиной, даже при плодах мало удлиняющиеся, белощетинисто-волосистые; прицветные листья ланцетно-линейные, не превышающие цветки; чашечка негусто белощетинистая, около 7 мм длиной, с линейными острыми долями, немного удлиняющимися при плодах; венчик 12—15 мм длиной, тёмно-красный, не очень расширенный спереди (у лопастей), снаружи немного пушистый, вдвое длиннее чашечки, лопасти его яйцевидно-продолговатые, тупые, около 1,5 мм длиной; нити тычинок сильно выставляющиеся, так же как и цельный столбик; пыльники 0,5 мм длиной. Цветёт в мае — июле.
Орешки чёрные, около 2 мм высотой, треугольно-яйцевидные, немного согнутые, бугорчатые, с сжатой с боков небольшой верхушкой; цикатрикс вдавленный, слегка окаймлённый, внутри каймы плоский, с пучком у начала брюшного киля..

## Распространение и местообитание
В мире: Восточная Европа, Крым, Центральная Азия, Балканы.
В России: европейская часть страны — южная, степная и лесостепная половина на восток до реки Урал и Уральских гор, на север до Оки, Кавказ.

## Хозяйственное значение и применение
Медонос.
В корнях содержится красящий пигмент алканин; корни применяли при окрашивании шерсти в красный цвет и изготовлении румян (отсюда народное название румянка).
Растение использовали в народной медицине.

## Охранный статус

### В России
В России вид входит в Красные книги Белгородской, Курской, Московской и Ростовской областей.
Растёт на территории нескольких особо охраняемых природных территорий России.

### На Украине
Решением Луганского областного совета № 32/21 от 03.12.2009 г. вид входит в «Список регионально редких растений Луганской области».
Также входит в Красные книги Донецкой, Львовской, Тернопольской и Харьковской областей.

## Классификация
В 2000 году группа немецких учёных на основании молекулярно-филогенетических исследований выделила вид Echium maculatum в отдельный монотипный род Pontechium. При таком подходе правильным названием вида будет Pontechium maculatum (L.) Böhle & Hilger.

### Синонимы
- Echium acutifolium Willd. ex Lehm., 1818
- Echium clavatum Willd. ex Lehm., 1818
- Echium creticum sensu Falk, 1785; Pall., 1795
- Echium creticum Pall. ex DC., 1846 nom. inval.
- Echium italicum S.G.Gmel., 1773
- Echium kochii Litard., 1942
- Echium linearifolium K.Koch, 1849
- Echium papillosum K.Koch, 1849, nom. illeg.
- Echium rubrum Jacq., 1778, nom. illeg.
- Echium rossicum J.F.Gmel., 1791
- Echium russicum Roem. & Schult., 1830
- Echium thyrsoideum Vent., 1805
- Pontechium maculatum (L.) Böhle & Hilger, 2000